# William Vale
William "Cherry" Vale, DFC i Barra, AFC (3 de juny de 1914 - 29 de novembre de 1981) va ser un pilot de caça de la Royal Air Force i as de la Segona Guerra Mundial. Se li atribueix l'abatiment de 30 avions enemics, la participació en la destrucció de tres més, i va reclamar 6 danys i dos més que van compartir danys. Les seves 20 victòries aconseguides mentre pilotava un Hawker Hurricane i les seves 10 amb un Gloster Gladiator el van convertir en el segon pilot de Hurricane i biplà amb més puntuacions de la RAF, en ambdós casos després de Marmaduke Pattle.

## Biografia
Nascut a Chatham, Kent, William Vale va ingressar a la Royal Air Force (RAF) el 1931 com a muntador i després com a artiller. El seu número de servei a la RAF era el 565293. El 1935 va ser destinat al 33è Esquadró de la RAF a Egipte, equipat amb el Hawker Hart. El 1936 va començar a entrenar-se com a pilot a l'Escola d'Entrenament de Vol núm. 4, Abu Suwayr. Va tornar com a sergent pilot a l'Esquadró núm. 33 a finals de 1937. El març de 1938 la unitat es va convertir al Gloster Gladiator.

### Segona Guerra Mundial
Amb base a Egipte al començament de la guerra i aleshores sergent de vol temporal , Vale va volar en operacions sobre la frontera líbia. Va rebre una comissió permanent a la RAF amb el rang d'oficial pilot (en prova) el 24 de juny, número de servei 44068. Entre l'1 de juliol de 1940 i el 28 de febrer de 1941, Vale va reclamar 10 avions de la Regia Aeronautica amb el Gladiator, tot i que diverses de les seves victòries no es poden rastrejar a través de registres italians fragmentats.
Va aconseguir la seva primera victòria l'1 de juliol de 1940, amb un Fiat CR.32 sobre Fort Capuzzo. Però aquesta afirmació no es pot verificar amb fonts italianes, ja que el 50° Stormo , l'única unitat que operava aquest tipus, no va patir cap pèrdua aquell dia.
El 15 de juliol, durant una patrulla defensiva, va reclamar un Savoia-Marchetti SM.79 compartit prop de Mersa Matruh. Es desconeix la unitat italiana implicada i aquesta afirmació no es pot verificar amb els registres de la Regia Aeronautica
Al juliol, Vale va ser destinat al 80è Esquadró de la RAF. Va participar en accions sobre Grècia i els Balcans fins a finals de 1940 i principis de 1941, i va volar sobre Creta el maig de 1941 en defensa de l'illa.
Entre el 3 de març de 1941 i el 12 de juny de 1941, Vale va aconseguir unes 20 victòries, totes mentre pilotava un Hawker Hurricane. Algunes d'aquestes victòries, però, encara estan per confirmar. Per exemple, el 4 de març de 1941 va reclamar la destrucció d'un Fiat G.50 sobre Himare-Valona, a Albània, mentre pilotava l'Hurricane V7589. La Regia Aeronautica no va informar de la pèrdua de cap tipus de G.50. El 18 de maig, Vale va ser evacuat de Creta a Egipte.
Després va volar operacions sobre Síria contra els  francesos de Vichy i tres de les seves victòries van ser avions de la Força Aèria Francesa de Vichy. L'11 de juny de 1941, Vale va reclamar un Potez 63 del GR II/39, que va resultar danyat. L'endemà va reclamar dos caces Dewoitine D.520 prop de Haifa.
Amb les retirades caòtiques de Grècia i Creta, els registres oficials de la RAF, inclosos els informes de combat, van ser destruïts, fent impossible verificar moltes afirmacions dels pilots sobre avions enemics destruïts. Tanmateix, el total d'afirmacions de Vale sembla ser d'uns 30 destruïts, amb 3 compartits destruïts, 6 danyats i 1 compartit danyat. Però almenys set de les seves afirmacions no es poden verificar amb els registres de la Regia Aeronautica i la Luftwaffe. Vale havia lluitat a la campanya del nord d'Àfrica, la campanya grega i la batalla de Creta. Vale ja no va participar més en operacions de combat durant la resta de la guerra.
Vale va ser ascendit a oficial de vol (substantiu de guerra) el 24 de juny de 1941. Va ser guardonat amb la  Creu dels Vols Distingits el 28 de març de 1941 i Barra l'11 de juliol de 1941.
La seva citació a la London Gazette diu:
| « | Oficial pilot William VALE, DFC (44068), Esquadró núm. 80. Després de les operacions d'evacuació de Grècia, aquest oficial va romandre a l'aeròdrom de Maleme amb alguns membres de la seva unitat. Durant els atacs aeris enemics a Creta, l'oficial pilot Vale va demostrar ser un pilot fidel. Sovint contra tot pronòstic, va continuar els seus atacs contra l'enemic i va destruir quatre dels seus avions durant un atac a l'ancoratge a la badia de Suda. Va mostrar un gran coratge i determinació. | » |

Vale va ser destinat a RAF Haifa com a oficial d'operacions, i va tornar al Regne Unit l'abril de 1942 per convertir-se en instructor en cap de vol a la Unitat d'Entrenament Operatiu núm. 59. Va ser ascendit a tinent de vol (substantiu de guerra) el 17 de gener de 1942. El març de 1943, Vale va assistir a l' Escola Central d'Artilleria de Sutton Bridge i després va comandar l'11è AFC a Fairwood Common fins al final de la guerra. El líder d'esquadró en funcions, Vale, va ser guardonat amb la  Creu de la Força Aèria l'1 de setembre de 1944 pels seus èxits en tasques d'entrenament.
El 1946 era oficial comandant d'artilleria i proves d'armament a West Raynham, però va deixar el servei a l'octubre. Es va retirar de la RAF com a líder d'esquadró el 3 de juny de 1959. Va viure a Nottinghamshire durant uns anys i va morir en un accident de trànsit el 29 de novembre de 1981.

## Historial de promocions
Sergent – juliol de 1937
 Oficial Pilot - 24 de juny de 1940
 Oficial de vol -  24 de juny de 1941
 Tinent de vol – 17 de gener de 1942
 Cap d'esquadró - ?

## Condecoracions
Creu de Vols Distingits amb Barra
 Creu de Vols Distingits- 28 de març de 1941
 Barra - 11 de juliol de 1941
  Creu de la Força Aèria - 1 de setembre de 1944
 Estrella de 1939-1945
 Estrella d'Àfrica
 Medalla de la Defensa
 Medalla de la Guerra 1939-1945 amb Menció als Despatxos - 26 de juny de 1940
  Creu de Vols Distingits (Grècia)